# Prittriching
Prittriching – miejscowość i gmina w Niemczech, w kraju związkowym Bawaria, w rejencji Górna Bawaria, w regionie Monachium, w powiecie Landsberg am Lech, siedziba wspólnoty administracyjnej Prittriching. Leży około 18 km na północ od Landsberg am Lech, nad rzeką Lech.

## Demografia
| Rok  | Liczba mieszk. |
| ---- | -------------- |
| 1970 | 1 499          |
| 1987 | 1 863          |
| 2000 | 2 279          |
| 2005 | 2 380          |

### Struktura wiekowa
Dane o ludności z 31 grudnia 2008:
| Opis                                | Ogółem | Ogółem | Kobiety | Kobiety | Mężczyźni | Mężczyźni |
| ----------------------------------- | ------ | ------ | ------- | ------- | --------- | --------- |
| Jednostka                           | osób   | %      | osób    | %       | osób      | %         |
| Populacja                           | 2389   | 100    | 1174    | 49,14   | 1215      | 50,86     |
| Wiek przedprodukcyjny (0–17 lat)    | 514    | 21,52  | 249     | 10,42   | 265       | 11,09     |
| Wiek produkcyjny (18–65 lat)        | 1495   | 62,58  | 721     | 30,18   | 774       | 32,4      |
| Wiek poprodukcyjny (powyżej 65 lat) | 380    | 15,91  | 204     | 8,54    | 176       | 7,37      |

## Polityka
Wójtem gminy jest Peter Ditsch, rada gminy składa się z osób.
|      | DG | UWG | WGW | Razem |
| 2008 | 8  | 4   | 2   | 14    |
| 2002 | 9  | 4   | 1   | 14    |

## Oświata
W gminie znajduje się przedszkole (95 miejsc) oraz szkoła.